# 王子保駅
王子保駅（おうしおえき）は、福井県越前市四郎丸町にある、ハピラインふくいハピラインふくい線の駅である。

## 歴史
- 1927年（昭和2年）12月20日：国有鉄道北陸本線の鯖波駅（現在の南条駅） - 武生駅間に一般駅として開業する[1][2]。
- 1971年（昭和46年）3月25日：貨物・荷物の取扱を廃止する（旅客駅となる）[3]。駅員無配置駅となる[4]。
- 1987年（昭和62年）4月1日：国鉄分割民営化により、西日本旅客鉄道の駅となる[5]。
- 2014年（平成26年）4月1日：簡易委託解除、完全無人化。
- 2018年（平成30年）9月15日：ICカード「ICOCA」の利用が可能となる[6][7][8][9][10][11]。
- 2024年（令和6年）3月16日：北陸新幹線の金沢駅 - 敦賀駅間開業に伴い、ハピラインふくいの駅となる[12][13][14]。

## 駅構造
相対式ホーム2面2線を有する地上駅である。分岐器や絶対信号機を持たないため、停留所に分類される。駅名は、開業時の村名である南条郡王子保村に由来する。
北陸新幹線敦賀延伸まではJR西日本金沢支社の福井地域鉄道部管理の無人駅で、改札口にはICカード専用の簡易改札機が設置されている。自動券売機はハピラインふくいへの経営移管時より設置された。
駅舎は木造モルタル造りで上りホーム側にあり、ホーム間は跨線橋で連絡している。

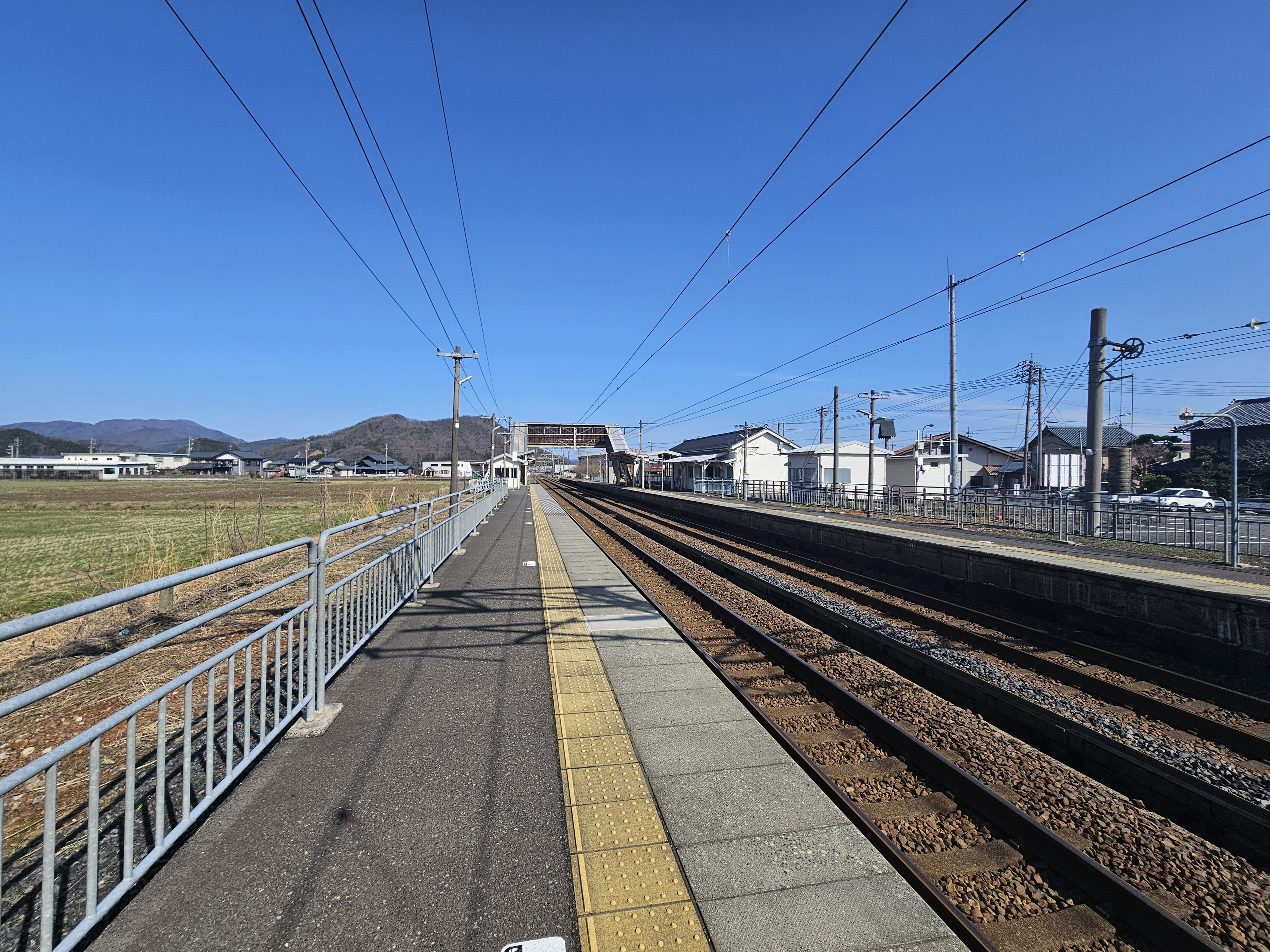
プラットホーム（2025年3月）
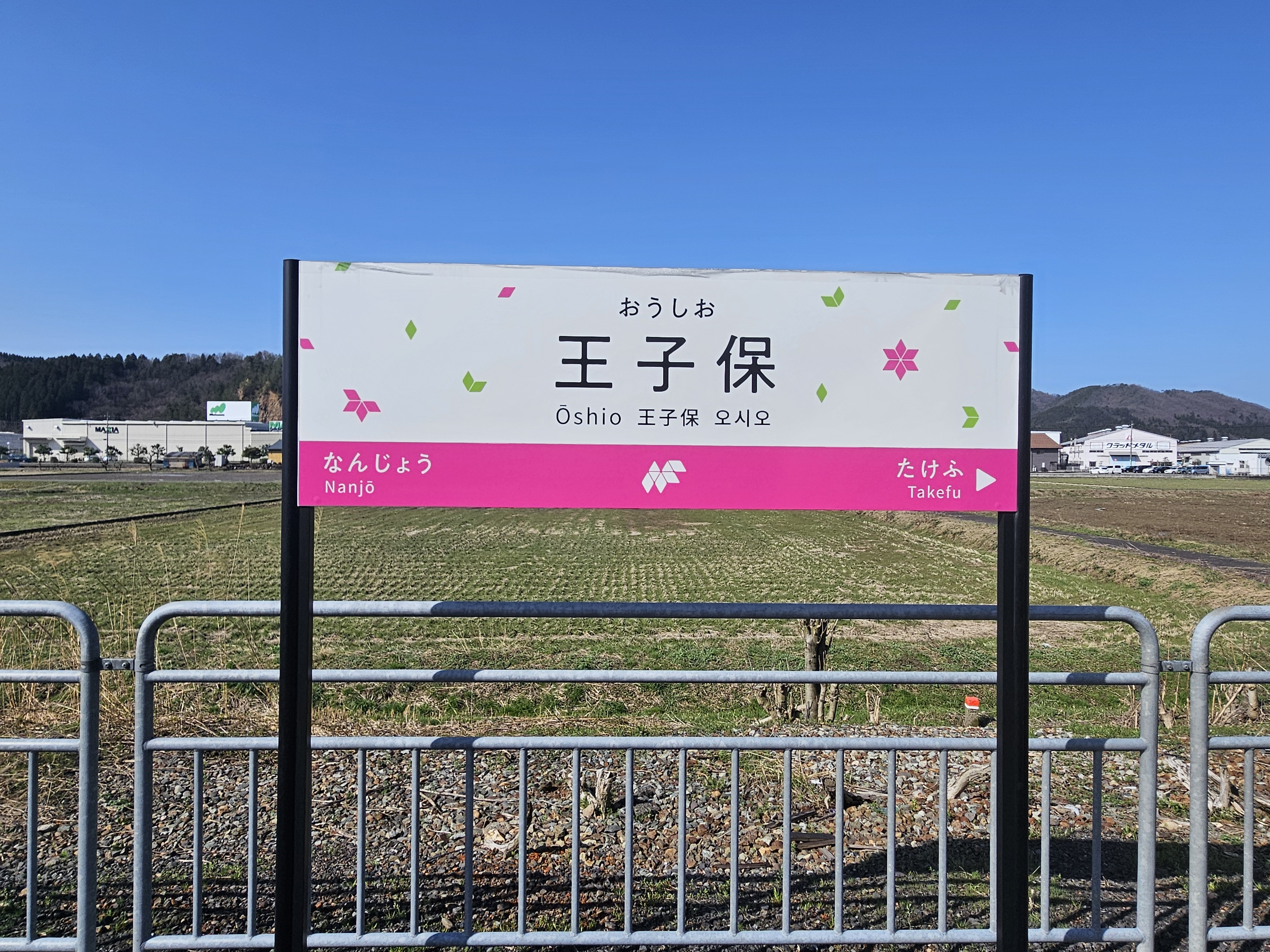
駅名標

### のりば
| のりば | 路線                | 方向 | 行先           |
| ------ | ------------------- | ---- | -------------- |
| 1      | ■ハピラインふくい線 | 上り | 敦賀方面       |
| 2      | ■ハピラインふくい線 | 下り | 福井・金沢方面 |

- 長らくのりば番号が設定されていなかったが、ICOCA導入までには設定された。駅舎側（上り）が1番のりばである。

## 利用状況
「福井県統計年鑑」によると、2022年（令和4年）度の1日平均乗車人員は257人である。
近年の1日平均乗車人員は以下の通り。
| 年度               | 1日平均 乗車人員 |
| ------------------ | ---------------- |
| 1997年（平成09年） | 320              |
| 1998年（平成10年） | 310              |
| 1999年（平成11年） | 297              |
| 2000年（平成12年） | 318              |
| 2001年（平成13年） | 326              |
| 2002年（平成14年） | 321              |
| 2003年（平成15年） | 315              |
| 2004年（平成16年） | 309              |
| 2005年（平成17年） | 305              |
| 2006年（平成18年） | 316              |
| 2007年（平成19年） | 326              |
| 2008年（平成20年） | 319              |
| 2009年（平成21年） | 302              |
| 2010年（平成22年） | 291              |
| 2011年（平成23年） | 290              |
| 2012年（平成24年） | 297              |
| 2013年（平成25年） | 291              |
| 2014年（平成26年） | 240              |
| 2015年（平成27年） | 247              |
| 2016年（平成28年） | 251              |
| 2017年（平成29年） | 253              |
| 2018年（平成30年） | 266              |
| 2019年（令和元年） | 271              |
| 2020年（令和02年） | 228              |
| 2021年（令和03年） | 243              |
| 2022年（令和04年） | 257              |

## 駅周辺
- 越前市武生第六中学校
- 越前市王子保小学校
- 越前市立王子保幼稚園
- 王子保郵便局
- 国道365号
- 福井県道136号帆山王子保停車場線
- 福井県道205号湯谷王子保停車場線

## バス路線
駅の東側を通る福井県道136号線に停留所があり、下記の路線が発着する。
王子保駅
- 越前市市民バス王子保・南ルート[17]

月曜・木曜に1日2往復のみ運行（※祝日も運行するが、年末年始（12月31日 - 翌年1月3日）は全便運休）。

## 隣の駅
ハピラインふくい
■ハピラインふくい線
■快速
通過
■普通
南条駅 - 王子保駅 - 武生駅
当駅 - 武生駅間に新駅「しきぶ駅」を設置する予定となっている